# Eupithecia subumbrata
Eupithecia subumbrata là một loài bướm đêm thuộc họ Geometridae. Nó được tìm thấy ở Mông Cổ và dãy núi Altay through Xibia, Trung Á, Tiểu Á và Nga tới Tây Âu và từ miền trung Scandinavia tới vùng Địa Trung Hải.
Sải cánh dài 18–21 mm. Có một lứa một năm con trưởng thành bay từ the beginning of tháng 5 đến tháng 8.
The larvae feed are polyphagus và feed on various plants, bao gồm các loài Galium mollugo, Hypericum perforatum, Pimpinella, Senecio và Solidago. Ấu trùng có thể tìm thấy từ tháng 7 đến tháng 9. Loài này qua đông dưới dạng nhộng.

## Hình ảnh

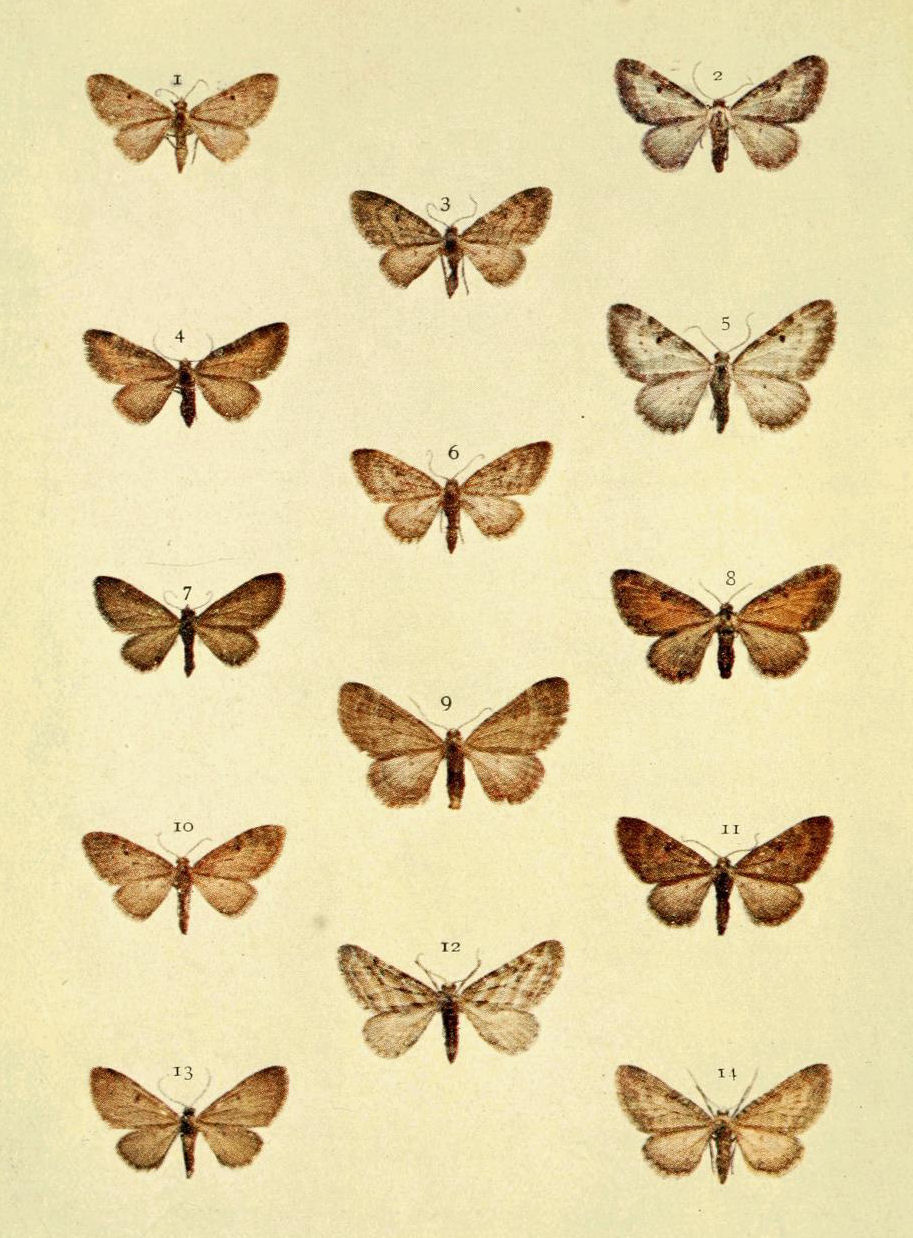